# Strada di Osimo

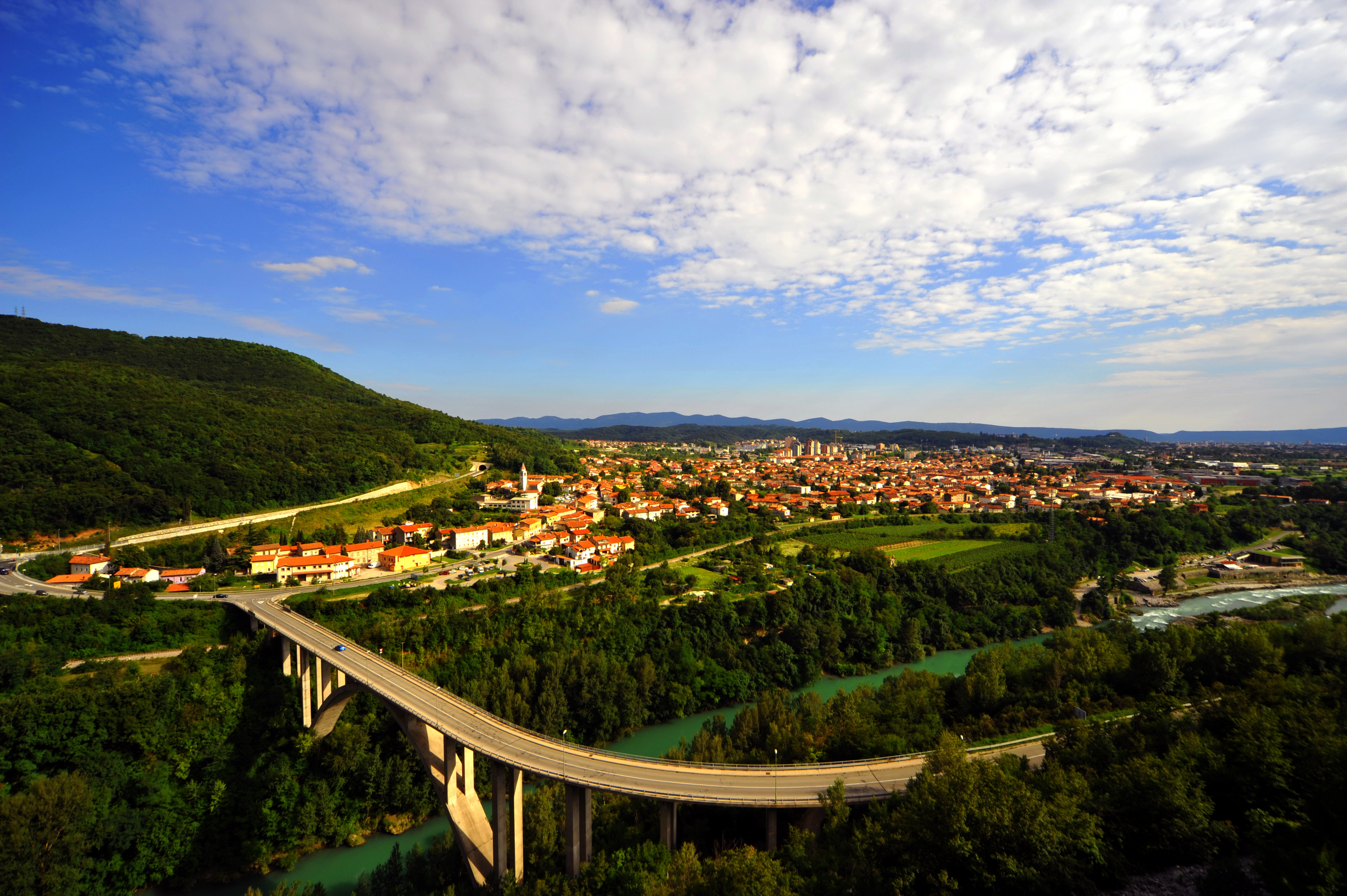
Silniční most přes řeku Soča (Isonzo).

Strada di Osimo (slovinsky Sabotinska cesta) je silnice, která se nachází na hranici mezi Slovinskem a Itálií, v blízkosti řeky Soča (Isonzo) a měst Gorizia a Nova Gorica. Název v italštině odkazuje na Osimskou smlouvu, podepsanou mezi Jugoslávií a Itálií, která se věnovala uspořádání hranic mezi oběma zeměmi.
Několik kilometrů dlouhá silnice se nachází na území Itálie (severně od města Gorizia) na jižním svahu hory Monte Sabotino a Slovinska. Úsek na italském území byl vybudován ve dvoumetrovém příkopu a podléhal zvláštním pravidlům pro průjezd vozidel. Silnice je zcela oddělena od navazujících komunikací na italském území a dříve se zde nenacházely stanice pro policejní nebo celní kontrolu. Křížení silnice bylo pouze mimoúrovňové. De facto se tak jednalo částečně o exteritoriální jugoslávskou silnici, která zajišťovala spojení přes území Itálie z města Nova Gorica do vesnic severně od něj.

## Historie
V roce 1980 začala výstavba úseku od hranic s Itálií, ale na jaře 1982 byly práce pozastaveny z důvodu nedostatku finančních prostředků. Stavba byla obnovena v dubnu 1983 a na zemních pracích se podílela i ženijní jednotka Jugoslávské lidové armády. Náklady na realizaci stavby financovaly Itálie a Jugoslávie podle kilometráže každá na svém území.
Po dokončení mostu přes řeku Soču byla silnice slavnostně otevřena dne 15. června 1985 starosty obcí Gorizia a Nova Gorica.
Podle dohody mezi Itálií a Jugoslávií z roku 1975 byla italská sekce přidělena jugoslávské kontrole na 25 let a na následná desetiletá období byla vždy automaticky obnovena. Dle dohody spadá řízení automobilové dopravy pod kontrolou slovinské policie také v úseku asi 1,6 km, který je na italském území. Vážné dopravní nehody na místě přísluší k řešení italským orgánům.
V rámci výstavby silnice byl postaven most přes řeku Soču a dalších deset menších staveb, přičemž bylo vytěženo nebo zasypáno téměř 400 000 m³ zeminy.
I přes členství obou zemí v EU a Schengenském prostoru nedošlo po roce 2007 k napojení silnice na italskou silniční síť. Z obou stran je Osimská silnice na italském území obehnána plotem.